# Pepe Habichuela
José Antonio Carmona Carmona, de nombre artístico Pepe Habichuela (Granada, octubre de 1944), es un guitarrista gitano de flamenco español. 

## Biografía

### Dinastía flamenca
Pertenece a una dinastía flamenca iniciada por su abuelo, conocido como «Habichuela el Viejo» (de quien tomó el apodo), y continuada por su padre José Carmona y sus tres hermanos Juan Habichuela (1933-2016), Carlos y Luis.
Es padre de José Miguel Carmona Niño «Josemi» (1971), quien junto a Juan José Carmona Amaya «El Camborio» y Antonio Carmona (hijos de su hermano Juan Habichuela) integran el exitoso grupo musical de flamenco-fusión Ketama.

### Carrera artística
Sus inicios artísticos tuvieron lugar en Granada. En 1964 se trasladó a Madrid donde actuó en varios tablaos flamencos y compartió cartel con artistas reconocidos como Juanito Valderrama, Camarón de la Isla y Enrique Morente. Con este último grabó un disco en homenaje al cantaor Antonio Chacón (Homenaje a D. Antonio Chacón, Hispavox, 1977, reeditado en 1996) con el que ganó el Premio Nacional de Discografía en el año 1975.
Desde 2014 acude anualmente a Pamplona para participar en el festival de Flamenco On Fire. En 2020 volvió a actuar en el balcón del Ayuntamiento de Pamplona, con Kiki Morente.

## Discografía
- Enrique Morente & Pepe Habichuela – Homenaje a D. Antonio Chacón (Hispavox, 1976, reeditado por EMI, 2000)
- Enrique Morente – Despegando (CBS, 1977)
- A Mandeli (Nuevos Medios, 1983, reeditado en 1994)
- Habichuela en rama (Nuevos Medios, 1997)
- Pepe Habichuela & The Bollywood Strings – Yerbagüena  (Nuevos Medios, 2001)
- Nuevos Medios Colección (Nuevos Medios compilation, 2003)
- Dave Holland & Pepe Habichuela – Hands (Dare2, 2010)

## Reconocimientos
Entre otros galardones, destaca la Medalla de Oro al Mérito en las Bellas Artes en 2018